# Irina Nóvikova
Irina Guennádievna Nóvikova –en ruso, Ирина Геннадьевна Новикова– (Moscú, 16 de abril de 1995) es una deportista rusa que compitió en natación. Ganó una medalla de plata en el Campeonato Europeo de Natación de 2012, en la prueba de 200 m braza.

## Palmarés internacional
| Campeonato Europeo | Campeonato Europeo | Campeonato Europeo | Campeonato Europeo |
| Año                | Lugar              | Medalla            | Prueba             |
| ------------------ | ------------------ | ------------------ | ------------------ |
| 2012               | Debrecen (Hungría) | Medalla de plata   | 200 m braza        |